# Geo (мікроформат)
Geo (укр. ге́о) — мікроформат призначений для розмітки географічних координат в системі WGS84 (широта; довгота) в HTML та XHTML документах.
Використання Geo разом із застосуванням інструментів синтаксичного аналізу (наприклад, інші вебсайти, або розширення Firefox Operator) дозволяє виокремлювати розташування, та відображати їх на іншому вебсайті, або в картографічній програмі, або завантажувати в GPS пристрій, індексувати або обробляти в будь-який інший спосіб.
Очікується, що веббраузер Firefox наступної, третьої версії, матиме вбудовану підтримку мікроформатів, включаючи Geo.

## Використання
- Якщо вказано широту, то і довгота має (англ. must) бути вказана, і навпаки.
- Рекомендується (англ. should) вказувати обидва числа з однаковою кількістю знаків після коми.

(Тут — MUST та SHOULD використовуються згідно з RFC 2119).
У Вікіпедії, мікроформат geo використовується як частина шаблону {{coord}}, який рекомендується використовувати для вказання координат точки.
Існує два способи використання мікроформату geo в звичайних (X)HTML документах:

### Три класи
Шляхом додавання трьох класів (атрибутів елементів). Наприклад, текст:
```
<div>
Belvide:
 
52.686;
 
-2.193
</div>

```

перетворюється на:
```
<div
 
class=
"geo"
>
Belvide:
 
<span
 
class=
"latitude"
>
52.686
</span>
;
 
<span
 
class=
"longitude"
>
-2.193
</span></div>

```

шляхом додавання атрибутів клас зі значенням «geo», «latitude» та «longitude».
Цей фрагмент тексту матиме такий вигляд: 

Belvide: 52.686; -2.193

та міститиме мікроформат geo для Belvide Reservoir, що буде знайдено програмою з підтримкою цього мікроформату.

### Один клас
У деяких випадках, може застосовуватись скорочений варіант, з лише тільки зовнішнім класом. Широта має (англ. must) бути першою:
```
Belvide
 
Reservoir
 
is
 
at
 
52.686;
 
-2.193.

```

перетворюється на:
```
Belvide
 
Reservoir
 
is
 
at
 
<span
 
class=
"geo"
>
52.686;
 
-2.193
</span>
.

```

Слід зазначити, що крапка з комою (;) має розділяти обидва значення. Якщо необхідно застосувати інший роздільник, слід помістити текст в елемент abbr, а дані в його атрибут title:
```
Belvide
 
Reservoir
 
is
 
at
 
<abbr
 
class=
"geo"
 
title=
"52.686;-2.193"
>
52.686,
 
-2.193
</abbr>
.

```

Такий підхід може використовуватись для відображення розташування із використанням іншої схеми:
```
Belvide
 
Reservoir
 
is
 
at
 
<abbr
 
class=
"geo"
 
title=
"52.686;-2.193"
>
Grid
 
reference
 
SJ870099
</abbr>
.

```

Однак, використання елемента abbr для повного маскування розташування, вважається недоцільним:
```
Belvide
 
Reservoir
 
is
 
<abbr
 
class=
"geo"
 
title=
"52.686;-2.193"
>
nice
 
to
 
visit
</abbr>
.

```

## Проблеми з користуванням
Було висловлено застереження що використання елемента abbr (відповідно до схеми abbr-design-pattern [Архівовано 11 грудня 2016 у Wayback Machine.]) у згаданий спосіб створює проблеми із доступом, зокрема, для користувачів екранними читачами та голосовими браузерами. Триває робота по знаходженню альтернотивного способу представлення координат.

## hCard
Кожен із мікроформатів Geo може розміщатись в мікроформаті hCard, дозволяючи асоціювати контактну інформацію із вказаними координатами.

## Розширення
Існує три аткивних проекти по розширенню мікроформата geo:
- geo-extension [Архівовано 29 квітня 2014 у Wayback Machine.] — для представлення координат на інших планетах, місяцях, та не в системі WSG84;
- geo-elevation [Архівовано 29 квітня 2014 у Wayback Machine.] — для представлення висоти
- geo-waypoint [Архівовано 29 квітня 2014 у Wayback Machine.] — для представлення шляхів, границь шляхом використання опорних точок

## Користувачі
До організацій та інших вебсайтів, що використовують мікроформат Geo належать:
- Flickr — на більш ніж 3 мільйонах сторінок з фото
- Geograph British Isles — на більш ніж 350 тис. сторінках з фото
- Multimap — всі карти
- Photrax [Архівовано 10 липня 2017 у Wayback Machine.] — всі фото
- MyMap — наприклад:  [Архівовано 2 квітня 2015 у Wayback Machine.] (Taiwanese language site)
- OpenStreetMap — Вікі-сторінки про місця, шляхи GPS, та замітки із щоденників

- Вікіпедія — Geo вбудовано в шаблони координат
- Wikitravel

Багато організацій, що публікують дані hCard включають і координати.